# Lancer du disque masculin aux Jeux olympiques d'été de 2024
Pour des articles plus généraux, voir Athlétisme aux Jeux olympiques d'été de 2024 et Lancer du disque aux Jeux olympiques.
Navigation
Tokyo 2020 Los Angeles 2028
L'épreuve du lancer du disque masculin aux Jeux olympiques de 2024 se déroule les 5 et 7 août 2024 au Stade de France au nord de Paris, en France.

## Records
Avant cette compétition, les records dans cette discipline étaient les suivants :
| Record du monde  | Mykolas Alekna (LTU)    | 74,35 m | Ramona  | 14 avril 2024 |
| Record olympique | Virgilijus Alekna (LTU) | 69,89 m | Athènes | 23 août 2004  |

Au cours de la compétition, le record suivant a été établi : 
| Record olympique | Rojé Stona (JAM) | 70,00 m | Paris, France | 7 août 2024 |

## Programme
| Date            | Horaire | Manche         |
| --------------- | ------- | -------------- |
| Lundi 5 août    | 10 h 00 | Qualifications |
| Mercredi 7 août | 18 h 30 | Finale         |

## Résultats
Légende
- o : essai réussi
- x : essai manqué
- - : impasse

### Finale
A l'issue des 3 essais, les huit meilleurs lanceurs bénéficient de 3 essais supplémentaires.
| Rang                                | Athlète             | Pays      | Essais  | Essais  | Essais  | Essais  | Essais  | Essais  | Marque  | Notes |
| Rang                                | Athlète             | Pays      | 1       | 2       | 3       | 4       | 5       | 6       | Marque  | Notes |
| ----------------------------------- | ------------------- | --------- | ------- | ------- | ------- | ------- | ------- | ------- | ------- | ----- |
| Médaille d'or, Jeux olympiques      | Rojé Stona          | Jamaïque  | 61,66 m | 65,20 m | 66,16 m | 70,00 m | x       | x       | 70,00 m |       |
| Médaille d'argent, Jeux olympiques  | Mykolas Alekna      | Lituanie  | 68,55 m | 69,97 m | x       | 68,88 m | 68,49 m | x       | 69,97 m |       |
| Médaille de bronze, Jeux olympiques | Matthew Denny       | Australie | 66,89 m | 69,31 m | 68,39 m | x       | 69,15 m | 66,46 m | 69,31 m |       |
| 4                                   | Kristjan Čeh        | Slovénie  | 67,27 m | 68,41 m | x       | 66,36 m | 66,34 m | x       | 68,41 m |       |
| 5                                   | Lukas Weißhaidinger | Autriche  | 60,02 m | 67,54 m | 64,52 m | x       | 64,43 m | x       | 67,54 m |       |
| 6                                   | Clemens Prüfer      | Allemagne | 65,79 m | 65,58 m | 65,68 m | 67,41 m | x       | x       | 67,41 m |       |
| 7                                   | Daniel Ståhl        | Suède     | 64,97 m | 66,95 m | 64,06 m | 66,00 m | x       | x       | 66,95 m |       |
| 8                                   | Andrius Gudžius     | Lituanie  | 66,45 m | 65,02 m | x       | x       | x       | 66,55 m | 66,55 m |       |
| 9                                   | Ralford Mullings    | Jamaïque  | 65,61 m | x       | x       | NC      | NC      | NC      | 65,61 m |       |
| 10                                  | Traves Smikle       | Jamaïque  | 63,77 m | 64,11 m | 64,97 m | NC      | NC      | NC      | 64,97 m |       |
| 11                                  | Alin Firfirică      | Roumanie  | 64,45 m | 63,00 m | 62,84 m | NC      | NC      | NC      | 64,45 m |       |
| 12                                  | Alexander Rose      | Samoa     | 60,07 m | 61,89 m | x       | NC      | NC      | NC      | 61,89 m |       |

### Qualifications
Qualification : 66 m (Q) ou les 12 meilleurs lanceurs (q) se qualifient pour la finale.
| Rang | Groupe | Athlète             | Pays             | Essais  | Essais  | Essais  | Marque  | Notes |
| Rang | Groupe | Athlète             | Pays             | 1       | 2       | 3       | Marque  | Notes |
| ---- | ------ | ------------------- | ---------------- | ------- | ------- | ------- | ------- | ----- |
| 1    | A      | Mykolas Alekna      | Lituanie         | x       | 67,47 m | —       | 67,47 m | Q     |
| 2    | A      | Matthew Denny       | Australie        | 64,27 m | 66,83 m | —       | 66,83 m | Q     |
| 3    | A      | Lukas Weißhaidinger | Autriche         | 66,72 m | —       | —       | 66,72 m | Q     |
| 4    | B      | Clemens Prüfer      | Allemagne        | 66,36 m | —       | —       | 66,36 m | Q     |
| 5    | A      | Traves Smikle       | Jamaïque         | 59,18 m | 65,91 m | x       | 65,91 m | q     |
| 6    | B      | Rojé Stona          | Jamaïque         | x       | 65,32 m | 63,30 m | 65,32 m | q     |
| 7    | A      | Ralford Mullings    | Jamaïque         | 65,18 m | x       | x       | 65,18 m | q     |
| 8    | A      | Daniel Ståhl        | Suède            | 65,16 m | 63,36 m | 63,98 m | 65,16 m | q     |
| 9    | B      | Kristjan Čeh        | Slovénie         | x       | 64,80 m | 64,56 m | 64,80 m | q     |
| 10   | B      | Andrius Gudžius     | Lituanie         | 60,83 m | 64,07 m | x       | 64,07 m | q     |
| 11   | B      | Alin Firfirică      | Roumanie         | 61,98 m | x       | 63,66 m | 63,66 m | q     |
| 12   | B      | Alexander Rose      | Samoa            | 62,88 m | x       | 60,94 m | 62,88 m | q     |
| 13   | B      | Connor Bell         | Nouvelle-Zélande | 59,76 m | 62,88 m | x       | 62,88 m |       |
| 14   | A      | Sam Mattis          | États-Unis       | 62,66 m | x       | x       | 62,66 m |       |
| 15   | B      | Philip Milanov      | Belgique         | 60,28 m | x       | 62,44 m | 62,44 m |       |
| 16   | A      | Martin Marković     | Croatie          | 61,21 m | 62,31 m | 61,62 m | 62,31 m |       |
| 17   | A      | Andrew Evans        | États-Unis       | 60,15 m | x       | 62,25 m | 62,25 m |       |
| 18   | A      | Mauricio Ortega     | États-Unis       | x       | 61,65 m | 61,97 m | 61,97 m |       |
| 19   | A      | Lolassonn Djouhan   | France           | 61,93 m | 61,72 m | x       | 61,93 m |       |
| 20   | A      | Nicholas Percy      | Grande-Bretagne  | 59,87 m | 61,81 m | 58,89 m | 61,81 m |       |
| 21   | B      | Miká Sosna          | Allemagne        | x       | x       | 61,81 m | 61,81 m |       |
| 22   | B      | Joseph Brown        | États-Unis       | x       | 61,68 m | x       | 61,68 m |       |
| 23   | A      | Francois Prinsloo   | Afrique du Sud   | 51,64 m | 61,35 m | x       | 61,35 m |       |
| 24   | B      | Lawrence Okoye      | Grande-Bretagne  | 61,17 m | 60,40 m | x       | 61,17 m |       |
| 25   | B      | Juan José Caicedo   | Équateur         | 60,99 m | 60,44 m | x       | 60,99 m |       |
| 26   | A      | Mario Alberto Díaz  | Cuba             | 60,05 m | 60,92 m | 59,63 m | 60,92 m |       |
| 27   | B      | Victor Hogan        | Afrique du Sud   | x       | 60,11 m | 60,78 m | 60,78 m |       |
| 28   | A      | Martynas Alekna     | Lituanie         | 58,34 m | 57,53 m | 58,66 m | 58,66 m |       |
| 29   | B      | Tom Reux            | France           | x       | 56,88 m | 58,22 m | 58,22 m |       |
|      | A      | Henrik Janssen      | Allemagne        | x       | x       | x       | -       | NM    |
|      | B      | Oussama Khennoussi  | Algérie          | x       | x       | x       | -       | NM    |
|      | B      | Claudio Romero      | Chili            | x       | x       | x       | -       | NM    |

## Légende
Records et Performances
- AR : Record continental (area record)
- CR : Record des championnats (championship record)
- MR : Record du meeting (meet record)
- NR : Record national (national record)
- OR : Record olympique (olympic record)
- PR : Record paralympique (paralympic record)
- PB : Record personnel (personal best)
- SB : Meilleure performance personnelle de la saison (season's best)
- WL : Meilleure performance mondiale de l'année (world leader)
- WJR : Record du monde junior (world junior record)
- WR : Record du monde (world record)

Circonstances et Conditions
- DNF : N'a pas terminé (did not finish)
- DNS : N'a pas pris le départ (did not start)
- DQ : Disqualification (disqualification)
- NM : Aucun essai valable enregistré (No Mark)
- Q : Qualifié « directement » au prochain tour (ou à la prochaine compétition), lors d'une compétition majeure, grâce au classement ou à la réalisation des minima (automatic qualifier)
- q : Qualifié au prochain tour (ou à la prochaine compétition), lors d'une compétition majeure, grâce au repêchage ou à la réalisation de l'une des meilleures performances parmi celles des « non qualifiés directement » (grâce au meilleur temps ou à la meilleure distance par exemple) (secondary qualifier)